# Jumis
Jumis var skördeguden inom baltisk mytologi. 
Han tillbads i samband med jordbruk och skörd då han associerades med alla markens grödor, men var också en fruktbarhetsgud även i andra avseenden. 